# Gustavo del Palatinato-Zweibrücken
Gustavo Samuele Leopoldo del Palatinato-Zweibrücken-Kleeburg (Castello di Stegeborg, 12 aprile 1670 – Zweibrücken, 17 settembre 1731) è stato reggente del ducato di Zweibrücken dal 1718 fino alla sua morte.

## Biografia
Tra i suoi titoli includeva anche quelli di duca di Stegeborg (in Svezia), Conte Palatino del Reno e duca di Baviera.
Fu l'ultimo della linea di Kleeburg del casato di Wittelsbach.
Gustavo era figlio del Conte Palatino Adolfo Giovanni I del Palatinato-Zweibrücken-Kleeburg e di Else Isabel Brahe, Contessa di Visingsborg. Già dal 1689 egli era succeduto al fratello nel governo del piccolo feudo di Kleeburg, ed in una serie di altri piccoli domini tedeschi e svedesi. Il re Carlo XII di Svezia, suo primo cugino, morì durante una spedizione in Norvegia nel 1718, lasciando a Gustavo la possibilità di succedergli nel governo di Zweibrucken. La morte del re, inoltre, lo rese uno dei possibili candidati al trono svedese.
Il duca Gustavo fece anche costruire la sua residenza, in stile barocco, realizzando l'attuale castello di Zweibrücken, costruito dall'architetto svedese Jonas Eriksson Sundahl.
Nella politica svedese, Gustavo era l'ultimo maschio rimasto della linea della propria nonna paterna, Caterina Vasa, regina di Svezia. Alla morte del cugino, come già detto, egli divenne uno dei possibili candidati al trono di Svezia, ma anche a quello del granducato di Finlandia, all'epoca sottoposto al dominio svedese. Ad ogni modo non vi fu in Svezia una fazione decisa a preoccuparsi della sua causa, a tal punto che spesso nella storia i suoi diritti di successione non vengono nemmeno ricordati. 
D'altra parte, sua cugina Ulrica Eleanora riuscì a divenire regina di Svezia.
Il Duca Gustavo morì durante il regno di Federico I di Svezia. I suoi diritti al trono vennero ereditati dal nipote Carlo Adolfo Gyllenstierna, Conte di Ericsberg, o dalla sorella, la Contessa Maria Elisabetta di Kleeburg, o dal loro cugino, il Duca Carlo Federico di Holstein-Gottorp.

## Ascendenza
|                                                          |                           |                                               | Genitori                           |  |  | Nonni |  |  | Bisnonni                                 |  |  | Trisnonni                               |  |
|                                                          |                           |                                               |                                    |  |  |       |  |  | 8. Giovanni I del Palatinato-Zweibrücken |  |  | 16. Volfango del Palatinato-Zweibrücken |  |
|                                                          |                           |                                               |                                    |  |  |       |  |  | 8. Giovanni I del Palatinato-Zweibrücken |  |  | 16. Volfango del Palatinato-Zweibrücken |  |
|                                                          |                           | 17. Anna d'Assia                              |                                    |  |  |       |  |  | 8. Giovanni I del Palatinato-Zweibrücken |  |  |                                         |  |
| 4. Giovanni Casimiro del Palatinato-Zweibrücken-Kleeburg |                           |                                               |                                    |  |  |       |  |  | 8. Giovanni I del Palatinato-Zweibrücken |  |  |                                         |  |
|                                                          |                           | 9. Maddalena di Jülich-Kleve-Berg             | 18. Guglielmo di Jülich-Kleve-Berg |  |  |       |  |  |                                          |  |  |                                         |  |
|                                                          |                           | 9. Maddalena di Jülich-Kleve-Berg             | 18. Guglielmo di Jülich-Kleve-Berg |  |  |       |  |  |                                          |  |  |                                         |  |
|                                                          |                           | 9. Maddalena di Jülich-Kleve-Berg             | 19. Maria d'Austria                |  |  |       |  |  |                                          |  |  |                                         |  |
| 2. Adolfo Giovanni I del Palatinato-Zweibrücken-Kleeburg |                           | 9. Maddalena di Jülich-Kleve-Berg             |                                    |  |  |       |  |  |                                          |  |  |                                         |  |
|                                                          |                           | 10. Carlo IX di Svezia                        | 20. Gustavo I di Svezia            |  |  |       |  |  |                                          |  |  |                                         |  |
|                                                          |                           | 10. Carlo IX di Svezia                        | 20. Gustavo I di Svezia            |  |  |       |  |  |                                          |  |  |                                         |  |
|                                                          |                           | 10. Carlo IX di Svezia                        | 21. Margherita Leijonhufvud        |  |  |       |  |  |                                          |  |  |                                         |  |
| 5. Caterina Vasa                                         |                           | 10. Carlo IX di Svezia                        |                                    |  |  |       |  |  |                                          |  |  |                                         |  |
|                                                          |                           | 11. Anna Maria del Palatinato-Simmern         | 22. Ludovico VI del Palatinato     |  |  |       |  |  |                                          |  |  |                                         |  |
|                                                          |                           | 11. Anna Maria del Palatinato-Simmern         | 22. Ludovico VI del Palatinato     |  |  |       |  |  |                                          |  |  |                                         |  |
|                                                          |                           | 11. Anna Maria del Palatinato-Simmern         | 23. Elisabetta d'Assia             |  |  |       |  |  |                                          |  |  |                                         |  |
| 1. Gustavo del Palatinato-Zweibrücken                    |                           | 11. Anna Maria del Palatinato-Simmern         |                                    |  |  |       |  |  |                                          |  |  |                                         |  |
|                                                          | 12. Abraham Persson Brahe | 24. Per Brahe                                 |                                    |  |  |       |  |  |                                          |  |  |                                         |  |
|                                                          | 12. Abraham Persson Brahe | 24. Per Brahe                                 |                                    |  |  |       |  |  |                                          |  |  |                                         |  |
|                                                          | 12. Abraham Persson Brahe | 25. Beata Gustafdotter Stenbock               |                                    |  |  |       |  |  |                                          |  |  |                                         |  |
| 6. Nils Abrahamsson Brahe                                | 12. Abraham Persson Brahe |                                               |                                    |  |  |       |  |  |                                          |  |  |                                         |  |
|                                                          |                           | 13. Elsa Nilsdotter Gyllenstierna af Lundholm | 26. Nils Gyllenstierna af Lundholm |  |  |       |  |  |                                          |  |  |                                         |  |
|                                                          |                           | 13. Elsa Nilsdotter Gyllenstierna af Lundholm | 26. Nils Gyllenstierna af Lundholm |  |  |       |  |  |                                          |  |  |                                         |  |
|                                                          |                           | 13. Elsa Nilsdotter Gyllenstierna af Lundholm | 27. Ebba Axelsdotter Bielke        |  |  |       |  |  |                                          |  |  |                                         |  |
| 3. Elsa Elisabet Brahe                                   |                           | 13. Elsa Nilsdotter Gyllenstierna af Lundholm |                                    |  |  |       |  |  |                                          |  |  |                                         |  |
|                                                          |                           | 14. Svante Turesson Bielke                    | 28. Ture Pedersson Bielke          |  |  |       |  |  |                                          |  |  |                                         |  |
|                                                          |                           | 14. Svante Turesson Bielke                    | 28. Ture Pedersson Bielke          |  |  |       |  |  |                                          |  |  |                                         |  |
|                                                          |                           | 14. Svante Turesson Bielke                    | 29. Sigrid Svantesdotter Sture     |  |  |       |  |  |                                          |  |  |                                         |  |
| 7. Anna Margareta Bielke                                 |                           | 14. Svante Turesson Bielke                    |                                    |  |  |       |  |  |                                          |  |  |                                         |  |
|                                                          |                           | 15. Elisabet Stensdotter Lewenhaupt           | 30. Sten Eriksson                  |  |  |       |  |  |                                          |  |  |                                         |  |
|                                                          |                           | 15. Elisabet Stensdotter Lewenhaupt           | 30. Sten Eriksson                  |  |  |       |  |  |                                          |  |  |                                         |  |
|                                                          |                           | 15. Elisabet Stensdotter Lewenhaupt           | 31. Ebba Månsdotter Lilliehöök     |  |  |       |  |  |                                          |  |  |                                         |  |
|                                                          |                           | 15. Elisabet Stensdotter Lewenhaupt           |                                    |  |  |       |  |  |                                          |  |  |                                         |  |

## Fonti
- Architectural history (Zweibrücken)
- Genealogia di Gustavo del Palatinato-Zweibrücken, su genealogics.org.